# 哈比森鎮區 (印地安納州杜波伊斯縣)
哈比森鎮區（英語：Harbison Township）是位於美國印地安納州杜波伊斯縣的一個行政鎮區。

## 地方資料
根據2010年美國人口普查的數據，哈比森鎮區的面積為99.00平方千米，當中陸地面積為97.30平方千米，而水域面積為1.70平方千米。當地共有人口1588人，而人口密度為每平方千米16.04人。